# 후쿠오카 국제공항 (기업)
후쿠오카국제공항 주식회사(일본어: 福岡国際空港株式会社)는 후쿠오카 공항의 운영을 목적으로 2018년 7월 2일에 설립된 회사이다. 2019년4월 1일부터 후쿠오카 공항의 운영을 시작했다.